# A Bélteky-ház
A Bélteky-ház Fáy András 1832-ben írt műve, az első magyar társadalmi regény, mely a reformkor újító eszméit fogalmazza meg, többek között a Széchenyi István által írt Hitel hatását mutatja. Jellegzetes körképet ad a reformkori Magyarország problémáiról, alakjairól, a régi és az új nézetek képviselőinek harcáról. Emellett úttörő szerepe volt a magyar regény történetében. A maga korában igen nagy sikert aratott.

## Cselekménye
|  | Alább a cselekmény részletei következnek! |

### 1. könyv
A gazdag birtokos, Bélteky Mátyás ifjú fia, Gyula a kétéves nyugat-európai utazása alatt látott új eszméktől fellelkesülten tér haza a szülői házba, de miután összekülönbözik durva lelkű, korhely apjával, hamarosan elhagyja a családi házat és álnéven elszegődik nevelőnek Uzára, egy Mátra aljai faluba, a megözvegyült földbirtokos, Uzay Elek gyermekeihez. Tanítványai a tizenhárom éves Uzay Károly és Uzay Cili, Károly nővére. Gyula sikeresen halad két tanítványával. Károlyt olyan ismeretekre kell tanítania, amire egy jövőbeni katonának szüksége lehet. Az öreg Uzay a kor szokásai ellenére Cili lánya tanításához is ragaszkodik. A csendes, szerény lányt főleg a történelem érdekli, Gyula az ókori és újabb kori erkölcsös hősnők életrajzát ismerteti meg vele. Közben Uzay feleségül veszi az egyik szomszéd falu birtokosának lányát, a szép, fiatal és művelt Laurát, aki az Uzay-házba költözik. Laura bátyja, Kornél, Pest egyik legjobb ügyvédje, ettől kezdve szintén sokat időzik a házban, és Cilinek udvarol.

### 2. könyv
Gyulát meglátogatja a legjobb barátja, a szolgabíróvá lett Vince, akivel korábban Nyugat-Európát beutazta, s aki reménytelenül szerelmes szegény sorsú rokonába, Kláriba, akit szüleik ellentéte miatt nem vehet el. A lányt Rónapataky generálishoz akarják hozzáadni, és már az esküvőt is kitűzték. Vince Harsagra készül, a lány szülői házába, hogy utoljára találkozzon szerelmével. Gyula csatlakozik barátjához, vállalva, hogy  segíti lebeszélni Rónapataky generálist a házasságról. Útközben a fogadóban megismerkednek egy parasztlegénnyel, aki elmeséli nekik szerelmi csalódását. Kedvesét a szoknyavadász Kornél csábította el tőle. Gyula erre azonnal levelet küldet Cilinek, melyben leírja, hogy óvakodjon Kornéltól, mert képmutató nőcsábász. A két fiatal Harsagra érkezve Rónapatakynál száll meg, és az esküvőre való készülődés közepette sikerül őt a házasságtól való visszalépésre rábírniuk, de Klári apja hajthatatlan marad. A jólelkű Rónapataky egy tervet eszel ki, és Klári apjának meggyőzéséhez a tervezett esküvő díszvendégét, a herceget nyeri meg. A terv sikerül, a haragos szülők kibékülnek és az esküvőt végül a két fiatal, Vince és Klári között tartják meg.

### 3. könyv
A regény fordulatokban leginkább bővelkedő része a 3. könyv. Gyula visszatér Uzára, de csak Cili fogadja örömmel. A fiúnak sok időbe telik, amíg Károlyt is újra le tudja ültetni a tanuláshoz, mert a fiút Kornél rászoktatta a mulatozásra. Cili szerelmes Gyulába, amit a fiú nem is sejt. Kornél gyűlölettel fordul Gyula ellen, mert megtudta a Cilinek küldött levele tartalmát. Ezért Kornél és Laura összefognak és megpróbálják rávenni Uzayt, hogy küldje el a háztól Gyulát. Laura Cili előtt megpróbálja Gyulát képmutató csábítónak beállítani. Gyula azonban egyszer a papírok között keresgélve véletlen ráakad Cili feljegyzéseire, amelyben a lány leírja, hogy szerelmes belé. Gyula beszélni akar Cilivel, de nincs alkalma rá.
További bonyodalomként rablók támadnak a házra, a kastély kigyullad, Cilit (Laurával összetévesztve) elrabolják, de épp arra lovagol Ongay József, a katonatiszt (Gyula iskoláskori volt jó barátja) és kiszabadítja a lányt. Uzay Elek  váratlanul meghal. A gyász közepette beállít Laura apja, hogy a lány azonnal menjen Pestre, mert bátyja egy pesti színésztársulat tagját akarja feleségül venni, és le kell beszélni a tervéről, mert nem érheti őket ekkora szégyen. Laura, Cili, Károly és Gyula felutaznak Pestre, és elmennek a színházba, mert Kornél is ott van. Kornél dicséri a színésznőt, akiben Gyula a saját testvérére, Birire ismer. Elmegy a lány lakására, és ott Biri elmeséli neki, hogy megszökött hazulról, és Miskolcon beállt ebbe a vándorszínész társulatba. Belép a szobába Kornél, és Biri elmondja neki, hogy Gyula a testvére. Így hát kiderül, hogy Gyula eddig álnév alatt élt. Biri feleségül megy Kornélhoz, és ő is az Uzay-házba költözik.
A rablók támadásai egyre erősödnek. Egy este vacsoránál megjelenik a rablóvezér és egy katonája, Szőke Pista (a parasztfiú, akit Kornél megalázott). Pista rálő Kornélra, a rablóvezér pedig a már özveggyé lett Laurának ad tíz percet arra, hogy döntsön: meghal-e vagy hozzámegy. Gyula lövést kap a jobb vállába, de hősiesen védi Laurát. Segítségükre jön Ongay is, és a rablókat megfutamítják. Kornél sérülése nem súlyos, feleségével visszautaznak Pestre. Gyulát Laura, de legfőképpen Cili ápolja. Gyula rájön, hogy szerelmes Laurába, és feleségül kéri a fiatal özvegyasszonyt. A rablóvezérről közben kiderül, hogy ő Olmay, Laura volt szeretője, akit Laura korábban kikosarazott és megalázott, és aki beleőrült a szerelmébe és bakonyi betyár lett. Olmayt elfogják és felakasztják. Szőke Pistát viszont felmentik, mert nem ölt embert. Sőt még volt szerelme is visszatér hozzá, akivel Kornél korábban megalázta.
Gyula apja haldoklik. A fiú visszatér a szülői házba és haláláig ápolja az apját. Biri és Kornél csak az öreg Bélteky halála után érkeznek. Rendezik az örökségi ügyeket, majd Gyula átveszi a birtok vezetését, és feleségül veszi Laurát. Cili nagy fájdalommal elfogadja Gyula döntését, majd Gyula barátjához, Ongayhoz megy feleségül.
|  | Itt a vége a cselekmény részletezésének! |

## A regény stílusa és szerkezete

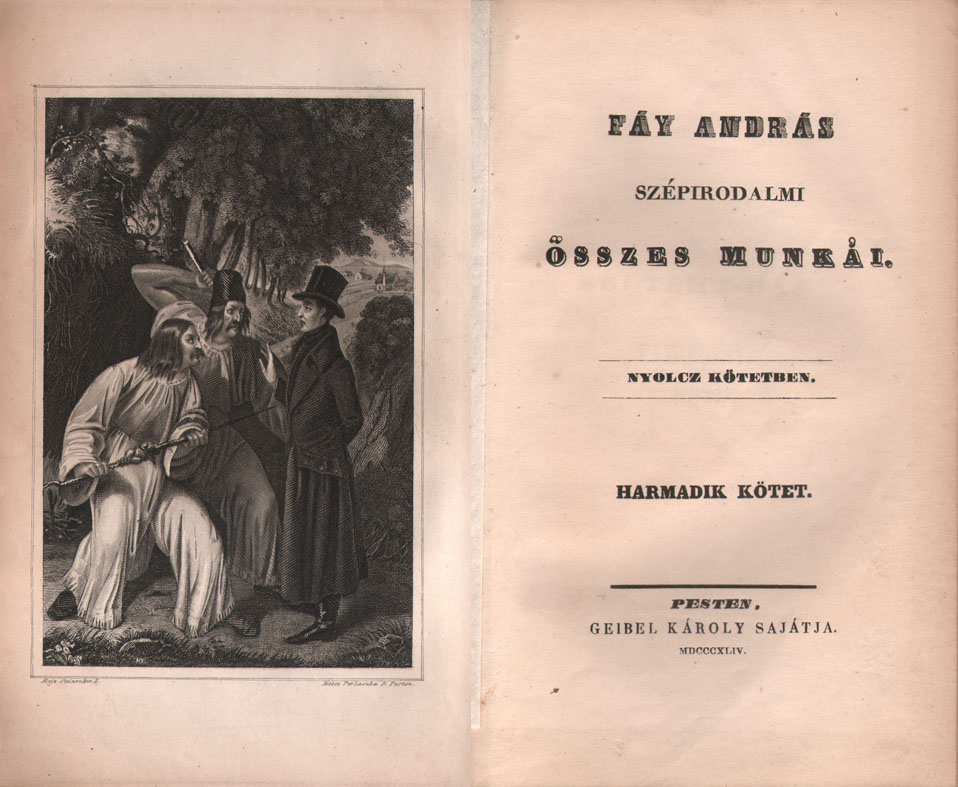
A Bélteky-ház 1844-es kiadásának harmadik kötete

Fáy regényében nagy helyet foglal el a szerelmi bonyodalom. Érezhető már a romantika hatása, amely mindenekelőtt a gyakran szélsőséges érzelmi állapotok rajzában, valamint romantikus külsőségek (álnév, rablók stb.) használatában mutatkozik meg.
A cselekmény bonyolult, szövevényes; sok a kitérő és csak rövidebb szerepet kapott mellékalak; ezt a benyomást erősíti az is, hogy mikor az író egy-egy új alakot felléptet, többnyire részletesen feleleveníti addigi életét is; de számos társadalmi fejtegetés megszakítja a cselekmény folyamát: a társadalmi reformokról, a gazdaság átalakításáról, kertészetről, nevelésről és a kor sok időszerű kérdéséről. Fáy ezért „tanregénynek” nevezte művét. Későbbi jegyzeteiben így fogalmazza meg írói elképzelését: „Morális reflexiókat, célzatos eszméket nem szabad külön fejtegetni, hanem a személyek szájába kell adni.”
A regény „szerkezeti lazaságát” már a korabeli kritika felrótta. Bajza József szerint „a regény épülete hibás, nem tesznek összefüggő egészet, hanem egyvelegét számtalan biográfiai töredékeknek, melyek csak külsőleg függenek össze, s történetesen, nem belső szükségből.”

## Fontosabb szereplők
- Bélteky Mátyás, az apa: A régi rend képviselője. A régi vágású magyar nemesség dáridózó, könnyelmű életét éli és ebben a szellemben nevelte fiát is.
- Bélteky Gyula, a fiú: A főhős, az új eszmék pártolója. Külföldi utazásából a műveltség, emberség, reformtörekvések eszményeivel tér haza és itthon beleütközik apjának és nemesi környezetének értetlenségébe, konzervativizmusába.
- Rónapataky generális: Telve van ideális elképzelésekkel, jobbágyait igyekszik jó körülmények között tartani, birtokán mintagazdaságot alakít ki.
- Laura: Temperamentumos természetű ifjú hölgy, aki kacérkodik a férfiakkal. Megszokta, hogy szépségével és okosságával minden férfit azonnal el tud csábítani. Miután megkap valakit, már nem kíváncsi rá.
- Cili: Modern lány, akit inkább a tudomány köt le, mint a mindennapi női munkák.